# Grenadisch-portugiesische Beziehungen
Die grenadisch-portugiesischen Beziehungen beschreiben das zwischenstaatliche Verhältnis von Grenada und Portugal. Seit 1976 unterhalten die Länder direkte diplomatische Beziehungen.
Die Beziehungen gelten als unbelastet, aber mangels Berührungspunkte wenig intensiv.
Im Jahr 2017 waren vier Staatsbürger Grenadas in Portugal gemeldet, während auf Grenada kein Portugiese konsularisch registriert war.

## Geschichte
Grenada wurde 1498 von Christoph Kolumbus für Spanien entdeckt. Gemäß dem Vertrag von Tordesillas fiel die Insel in die spanische Sphäre, so dass keine besonderen Beziehungen zum Portugiesischen Kolonialreich entstanden. Später wurde die Insel zunächst französische, dann britische Besitzung, bis zu ihrer Unabhängigkeit 1974.
Am 8. September 1976 nahmen Grenada und Portugal direkte diplomatische Beziehungen auf. Pedro Martim Madeira de Andrade, Portugals Botschafter in Venezuela, doppelakkreditierte sich am 26. April 1983 in Grenada als erster portugiesischer Botschafter.
Die Beziehungen erfuhren danach keine wesentlichen Intensivierungen. So begegnen sich beide Länder bis heute hauptsächlich in UN-Gremien.

## Diplomatie
Portugal unterhält keine eigene Botschaft in Grenada, das Land gehört zum Amtsbezirk der portugiesischen Botschaft in der venezolanischen Hauptstadt Caracas. Auch portugiesische Konsulate bestehen dort nicht.
Grenada hat ebenfalls keine eigene Botschaft in Portugal, zuständig ist die grenadische Vertretung in Brüssel. Konsulate führt Grenada in Portugal ebenfalls nicht.

## Wirtschaft
Die portugiesische Außenhandelskammer AICEP unterhält keine Niederlassung in Grenada, zuständig ist das AICEP-Büro in der venezolanischen Hauptstadt Caracas.
Im Jahr 2016 exportierte Portugal Waren im Wert von 18.000 Euro nach Grenada (2015: 56.000; 2014: 5.000; 2013: 19.000; 2012: 4.000), davon 35,0 % Maschinen und Geräte (insbesondere Armaturen und Sanitärinstallationen), 34,9 % Minerale und Erze, 24,6 % Kunststoffe und Metallwaren und 5,4 % Fahrzeuge und Fahrzeugteile.
Im gleichen Zeitraum lieferte Grenada keine Waren an Portugal, auch für die vorherigen Jahren sind keine grenadischen Exporte nach Portugal vermerkt.
Damit stand Grenada für den portugiesischen Außenhandel an 202. Stelle als Abnehmer, für den grenadischen Außenhandel rangierte Portugal damit an 83. Stelle als Abnehmer und an 47. Stelle als Lieferant.